# Porrhothele blanda
Porrhothele blanda är en spindelart som beskrevs av Forster 1968. Porrhothele blanda ingår i släktet Porrhothele och familjen Hexathelidae. Inga underarter finns listade i Catalogue of Life.